# Eliteserien 1992
La Eliteserien 1992, nota anche come Tippeligaen 1992 per ragioni di sponsorizzazione, fu la quarantasettesima edizione della Eliteserien, massima serie del campionato norvegese di calcio. Vide la vittoria finale del Rosenborg, al suo settimo titolo. Capocannoniere del torneo fu Kjell Roar Kaasa (Kongsvinger), con 17 reti.

## Stagione

### Novità
Dalla Eliteserien 1991 vennero retrocessi il Fyllingen e lo Strømsgodset, mentre dalla 1. divisjon 1991 vennero promossi il Mjøndalen e l'HamKam.

### Formula
Le dodici squadre partecipanti si affrontarono in un girone all'italiana con partite di andata e di ritorno, per un totale di 22 giornate. La prima classificata, vincitrice del campionato, veniva ammessa alla UEFA Champions League 1993-1994, mentre la seconda classificata veniva ammessa alla Coppa UEFA 1993-1994. Il vincitore della Coppa di Norvegia veniva ammesso alla Coppa delle Coppe 1993-1994. Le ultime due classificate venivano retrocesse direttamente in 1. divisjon, mentre la decima classificata partecipava agli spareggi promozione/retrocessione con le seconde classificate dei due gruppi di 1. divisjon per un posto in massima serie.

## Squadre partecipanti
| Club        | Stagione | Città        | Stagione 1991                    |
| ----------- | -------- | ------------ | -------------------------------- |
| Brann       | dettagli | Bergen       | 10º posto in Eliteserien         |
| HamKam      | dettagli | Hamar        | 1º posto in 1. divisjon gruppo B |
| Kongsvinger | dettagli | Kongsvinger  | 8º posto in Eliteserien          |
| Lillestrøm  | dettagli | Lillestrøm   | 5º posto in Eliteserien          |
| Lyn Oslo    | dettagli | Oslo         | 4º posto in Eliteserien          |
| Mjøndalen   | dettagli | Mjøndalen    | 1º posto in 1. divisjon gruppo A |
| Molde       | dettagli | Molde        | 7º posto in Eliteserien          |
| Rosenborg   | dettagli | Trondheim    | 2º posto in Eliteserien          |
| Sogndal     | dettagli | Sogndal      | 9º posto in Eliteserien          |
| Start       | dettagli | Kristiansand | 3º posto in Eliteserien          |
| Tromsø      | dettagli | Tromsø       | 6º posto in Eliteserien          |
| Viking      | dettagli | Stavanger    | Campione di Norvegia             |

## Classifica finale
|  | Pos. | Squadra     | Pt | G  | V  | N  | P  | GF | GS | DR  |
|  | ---- | ----------- | -- | -- | -- | -- | -- | -- | -- | --- |
|  | 1.   | Rosenborg   | 46 | 22 | 14 | 4  | 4  | 58 | 19 | +39 |
|  | 2.   | Kongsvinger | 40 | 22 | 12 | 4  | 6  | 43 | 27 | +16 |
|  | 3.   | Start       | 39 | 22 | 11 | 6  | 5  | 38 | 28 | +10 |
|  | 4.   | Lillestrøm  | 38 | 22 | 11 | 5  | 6  | 48 | 28 | +20 |
|  | 5.   | Lyn Oslo    | 37 | 22 | 11 | 4  | 7  | 33 | 29 | +4  |
|  | 6.   | Molde       | 36 | 22 | 11 | 3  | 8  | 30 | 30 | 0   |
|  | 7.   | Brann       | 24 | 22 | 4  | 12 | 6  | 26 | 30 | -4  |
|  | 8.   | Tromsø      | 24 | 22 | 6  | 6  | 10 | 22 | 37 | -15 |
|  | 9.   | Viking      | 21 | 22 | 4  | 9  | 9  | 25 | 34 | -9  |
|  | 10.  | HamKam      | 20 | 22 | 5  | 5  | 12 | 30 | 46 | -16 |
|  | 11.  | Sogndal     | 20 | 22 | 5  | 5  | 12 | 30 | 53 | -23 |
|  | 12.  | Mjøndalen   | 18 | 22 | 5  | 3  | 14 | 20 | 42 | -22 |

Legenda:
      Campione di Norvegia e ammessa alla UEFA Champions League 1993-1994
      Ammessa alla Coppa UEFA 1993-1994
      Ammessa alla Coppa delle Coppe 1993-1994
 Ammessa allo spareggio retrocessione-promozione
      Retrocessa in 1. divisjon 1993
Note:
Tre punti a vittoria, uno a pareggio, zero a sconfitta.

## Risultati
|             | Ros  | Kon  | Sta  | Lil  | Lyn  | Mol  | Bra  | Tro  | Vik  | Ham  | Sog  | Mjø  |
| ----------- | ---- | ---- | ---- | ---- | ---- | ---- | ---- | ---- | ---- | ---- | ---- | ---- |
| Rosenborg   | –––– | 6-0  | 6-0  | 3-1  | 2-0  | 2-0  | 2-0  | 6-1  | 5-2  | 5-2  | 5-1  | 1-2  |
| Kongsvinger | 1-0  | –––– | 1-3  | 5-2  | 1-0  | 3-0  | 3-3  | 0-2  | 4-1  | 3-0  | 5-0  | 6-2  |
| Start       | 0-4  | 0-1  | –––– | 2-2  | 5-0  | 2-1  | 0-0  | 1-0  | 1-1  | 4-0  | 4-1  | 4-1  |
| Lillestrøm  | 1-1  | 1-0  | 3-2  | –––– | 1-1  | 1-2  | 4-1  | 6-0  | 2-1  | 4-0  | 3-3  | 1-2  |
| Lyn Oslo    | 1-3  | 3-2  | 1-2  | 3-1  | –––– | 1-1  | 1-1  | 2-1  | 3-1  | 2-1  | 7-3  | 1-0  |
| Molde       | 2-0  | 0-2  | 0-1  | 0-4  | 2-1  | –––– | 1-1  | 1-0  | 0-0  | 4-1  | 3-0  | 2-0  |
| Brann       | 1-1  | 0-0  | 0-1  | 0-0  | 1-0  | 2-3  | –––– | 1-1  | 3-1  | 3-1  | 2-2  | 2-0  |
| Tromsø      | 1-1  | 1-1  | 2-2  | 1-0  | 0-0  | 1-3  | 3-1  | –––– | 1-0  | 0-3  | 6-0  | 0-3  |
| Viking      | 1-0  | 1-1  | 1-1  | 0-2  | 0-1  | 5-0  | 1-1  | 0-0  | –––– | 1-1  | 3-1  | 2-1  |
| HamKam      | 1-1  | 1-2  | 1-1  | 1-4  | 0-2  | 3-0  | 3-1  | 3-0  | 0-0  | –––– | 2-2  | 3-1  |
| Sogndal     | 1-3  | 1-0  | 1-2  | 0-1  | 1-2  | 0-1  | 1-1  | 3-0  | 4-1  | 3-1  | –––– | 1-0  |
| Mjøndalen   | 0-1  | 0-2  | 1-0  | 0-4  | 0-1  | 0-4  | 1-1  | 0-1  | 2-2  | 3-2  | 1-1  | –––– |

## Spareggi promozione/retrocessione
Agli spareggi vennero ammessi l'HamKam, decimo classificato in Eliteserien, il Drøbak/Frogn, secondo classificato nel gruppo A della 1. divisjon, e lo Strømmen, secondo classificato nel gruppo B della 1. divisjon. L'HamKam vinse gli spareggi e mantenne la categoria.
| Pos. | Squadra      | Pt | G | V | N | P | GF | GS | DR |
| ---- | ------------ | -- | - | - | - | - | -- | -- | -- |
| 1.   | HamKam       | 4  | 2 | 1 | 1 | 0 | 6  | 5  | +1 |
| 2.   | Drøbak/Frogn | 3  | 2 | 1 | 0 | 1 | 3  | 2  | +1 |
| 3.   | Strømmen     | 1  | 2 | 0 | 1 | 1 | 4  | 6  | -2 |

|              | Risultati |              | Luogo e data    |
| ------------ | --------- | ------------ | --------------- |
| Drøbak/Frogn | 2 - 0     | Strømmen     | 11 ottobre 1992 |
| Strømmen     | 4 - 4     | HamKam       | 21 ottobre 1992 |
| HamKam       | 2 - 1     | Drøbak/Frogn | 24 ottobre 1992 |
|              |           |              |                 |

## Statistiche

### Classifica marcatori
| Gol |  |  | Giocatore         | Squadra     |
| --- |  |  | ----------------- | ----------- |
| 17  |  |  | Kjell Roar Kaasa  | Kongsvinger |
| 16  |  |  | Frank Strandli    | Start       |
| 13  |  |  | Tore André Dahlum | Rosenborg   |
| 12  |  |  | Ole Bjørn Sundgot | Molde       |
| 12  |  |  | Gøran Sørloth     | Rosenborg   |
| 11  |  |  | Stuart McManus    | Lillestrøm  |
| 11  |  |  | Kenneth Nysæther  | Lillestrøm  |